# Граф Виана-ду-Алентежу

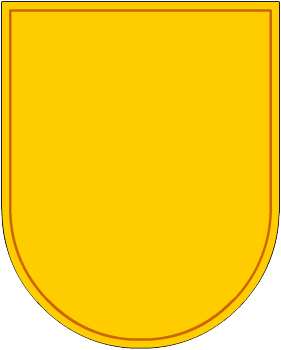
Герб 1-го графа Виана-ду-Алентежу Жуана Афонсо Тело ди Менезиша.

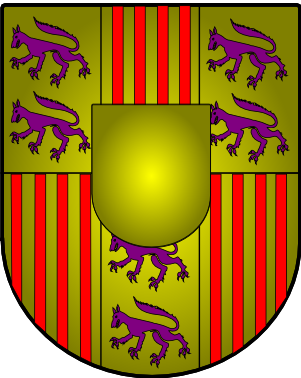
Герб 2-го, 3-го и 4-го графов Виана-ду-Алентежу.

Граф Виана-ду-Алентежу (порт. Conde de Viana do Alentejo) — португальский дворянский титул, созданный королевским указом 13 марта 1373 года королём Фернанду I. Титул был присвоен дону Жуан Афонсо Тело ди Менезишу, который приходился кузеном (по другим данным — дядей) королеве Португалии Леоноре Теллеш де Менезеш.
Жуан Афонсо Тело ди Менезиш принадлежал к могущественному семейству Менезиш, которое к XIV веку представляло высшее дворянство королевства, находящееся в родстве с королевской династией. Политический кризис в Португалии конца XIV века, известный как Португальское междуцарствие привёл к смене правящей династии. Семейство Менезиш оказалось в оппозиции к новой династии; представители рода, поддержавшие Беатрису Португальскую в её противостоянии с принцем Жуаном лишились имущества и титулов, находились в опале, но титул графа Виана-ду-Алентежу остался за потомками Жуан Афонсо Тело ди Менезиша.

## Список графов Виана-ду-Алентежу
1. Жуан Афонсо Тело ди Менезиш (ок. 1330—1384), 1-й граф Виана-ду-Алентежу.
2. Педро ди Менезиш (1370—1437), первый губернатор португальского анклава в Северной Африке Сеуты. 2-й граф Виана-ду-Алентежу.
3. Дуарте ди Менезиш (1414—1464), первый португальский капитан-губернатор анклава в Северной Африке Ксар ес-Сегир (порт. Ksar es-Seghir). 3-й граф Виана-ду-Алентежу.
4. Энрике ди Менезиш (порт. Henrique de Meneses) (ок. 1450—1480), первый португальский капитан-губернатор Асила. 4-й граф Виана-ду-Алентежу.